# Викерс (митраљез)
Викерс модел 1909 (енгл. Vickers machine gun), британски тешки митраљез коришћен у Првом и Другом светском рату.

## Историја
Британска војска усвојила је у своје наоружање тешке митраљезе Максим М1904 1905. године - пред Први светски рат свака дивизија имала је по 24 митраљеза. По угледу на Максим, британска фирма Викерс произвела је 1909. домаћи тешки митраљез. Митраљези Викерс модел 1907 радили су на принципу кратког трзања цеви, са воденим хлађењем. Били у то тешки митраљези малог калибра (7,69 мм), масе 36,3 кг, којима се гађало са троношца или постоља на точковима (лафета). Током рата у Великој Британији је произведено око 24.000 митраљеза разних типова.